# Énergie en Malaisie
Le secteur de l'énergie en Malaisie est dominé par la production de pétrole et de gaz naturel, presque entièrement offshore.

## Extraction d'hydrocarbures
Bien moins ancienne que celle du sultanat de Brunei, la production de pétrole du pays s'est développée à une échelle industrielle à partir du début des années 1970 avec la découverte des gisements Seligi et Samarang. Elle a atteint un maximum historique de 776 000 barils/jour en 2004 et s’inscrit plutôt en déclin depuis. La production est presque entièrement offshore, située dans les eaux de mer de Chine méridionale tant au large de la Malaisie péninsulaire que de l'île de Bornéo. Le brut malais est un pétrole de haute qualité, léger et pauvre en soufre, et le brut extrait du gisement Tapis sert de brut de référence sur certains marchés asiatiques. La compagnie nationale Petronas, créée en 1974, contrôle l'essentiel de la production.
Les eaux peu profondes ayant déjà été explorées de manière méticuleuse, l'exploration, comme dans d'autres régions du monde, a avancé vers les profondeurs d'eau plus importantes. Elle a été récompensée par deux gisements assez importants, tous deux au large du Sabah : 
- Kikeh, découvert en 2002 et mis en exploitation en 2007, avec des réserves initiales de quelque 400 millions de barils, se situe sous 1 330 mètres d'eau[3]
- Gusumut (et son satellite Kapak), découvert en 2003, et de taille similaire au précédent, est entré en production en 2014[4]

Ces gisements se situent aux limites des prétentions chinoises en matière d'eaux territoriales, la souveraineté sur Kikeh a aussi fait l'objet de disputes désormais réglées avec Brunei.

## Transformation, exportation d'hydrocarbures

La Malaisie est devenue importatrice de pétrole...

...mais exporte largement du gaz naturel

### Raffinage et distribution
Le pays possède cinq raffineries, plus une usine d'asphalte, avec une capacité de distillation totale de près de 600 000 barils/jour; ce qui suffit à répondre à la demande intérieure en carburant. Une grande raffinerie supplémentaire, d'une capacité de 300 000 b/j est en construction dans l'état de Johor, elle devrait, en 2019, faire de la Malaisie un exportateur net de carburants.

### Exportations de gaz naturel
La Malaisie est le deuxième exportateur mondial de gaz naturel liquéfié, avec une part de marché supérieure à 10 %, cependant très loin derrière le Qatar. Ses clients sont asiatiques : le Japon absorbe environ 60 % des exportations du pays, le reste se partage entre la Corée du Sud, la Chine et Taïwan,.
L'usine de liquéfaction de Bintulu dans le Sarawak (partie insulaire du pays) a expédié sa première cargaison en 1983, elle a été agrandie plusieurs fois. La deuxième installation du pays représente une première mondiale car il s'agit d'une usine de liquéfaction flottante, elle est, fin 2016, en cours d'installation sur le gisement de gaz nommé Kanowit.

### Transit
La Malaisie a aussi une place dans les enjeux énergétiques mondiaux du simple fait de sa position géographique : plus de 15 millions de barils/jours de pétrole, venant du Moyen-Orient (ou dans une bien moindre mesure d'Afrique), transitent par le détroit de Malacca vers l'extrême-orient.

## Secteur électrique
La consommation électrique du pays est de l'ordre de 150 TWh, avec une augmentation très rapide (doublement entre 2002 et 2015). Du fait de sa géographie particulière, le pays possède trois réseaux électriques non connectés entre eux : le principal est celui de la Malaisie péninsulaire, deux autres existent dans le Sarawak et le Sabah. En revanche, des connexions existent avec l'étranger : le réseau principal est connecté à Singapour comme à la Thaïlande, tandis que le réseau du Sarawak est relié à l'Indonésie. À l'exception de la contribution (7 %) des quelques barrages qui existent dans le pays, l'électricité est presque entièrement d'origine fossile, se répartissant entre gaz naturel et charbon.

## Secteur des énergies renouvelables non hydrauliques

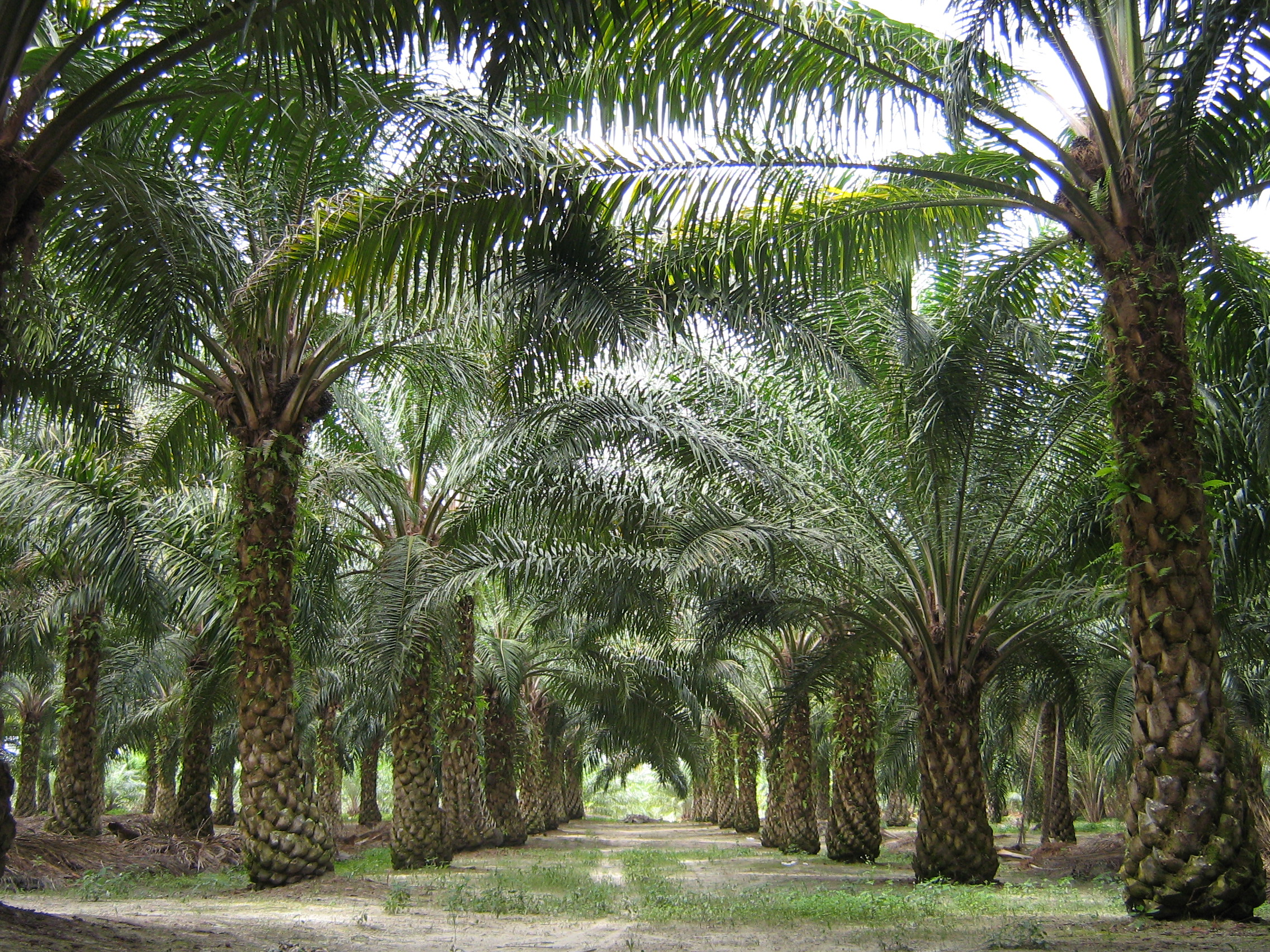
plantation de palmier à huile

La Malaisie a installé 50 MWc en 2017, portant la puissance cumulée à 286 MWc.
BP signale 231 MW de photovoltaïque fin 2015, chiffre qui a augmenté rapidement en quelques années mais ne permet qu'une contribution encore marginale de cette source d'énergie au mix électrique national. L'énergie éolienne n'est pas utilisée en Malaisie. 
Le pays est le deuxième producteur mondial d'huile de palme et d'huile de palmiste après l'Indonésie, et une fraction de la production sert à la production de biodiesel.